# Piton (bier)
Piton is een biermerk uit Saint Lucia. Het bier wordt gebrouwen in Windward & Leeward Brewing Limited te Vieux Fort (onderdeel van Heineken).
Het is een blonde lager met een alcoholpercentage van 5%. Het bier werd voor de eerste maal gebrouwen op 7 oktober 1992 en is genoemd naar de bergen op het eiland, Gros Piton en Petit Piton.